# Dorregeestermolen
De Dorregeestermolen is een in 1896 gebouwde poldermolen en staat aan de Klein Dorregeest 2 in Klein Dorregeest, in het buitengebied van Uitgeest en Akersloot. In een achtkantstijl boven de kapzolder staat onder elkaar de inscriptie: D Poland J Meijer 1896. De vorige schepradmolen verbrandde eind 1895 als gevolg van blikseminslag. De huidige molen is een houten achtkantige buitenkruier en heeft een houten vijzel. De molen bemaalde de 185 ha grote dorregeesterpolder op de Schermerboezem. De molen is maalvaardig en slaat nog regelmatig water uit, alhoewel het meeste werk nu gedaan wordt door een naast de molen staand elektrisch gemaal.
De gietijzeren bovenas is uit 1880 van het fabricaat De prins van Oranje met als nummer 1234. Het gevlucht is 22,20 m lang en heeft een Oudhollands wieksysteem. De roeden zijn van gelast staal. De uit 1977 stammende binnenroede is 22,20 m lang en in opdracht van de Stichting Uitgeester Molens gemaakt door Hoogovens. De door de firma Vaags uit Aalten gemaakte buitenroede is uit 2003, 22,10 cm lang en heeft als nummer 98. Naast de molen ligt nog een gedeelte van de oude potroe (geklonken ijzerenroe).
De molen wordt gekruid (op de wind gezet) met een kruiwiel op de staart. De kap draait op houten en ijzeren rollen in houten rollenwagens. De lange spruit is niet in zijn geheel vernieuwd, maar heeft aan weerskanten nieuwe opzetstukken gekregen.
De vang, waarmee de molen stilgezet wordt is een stutvang en wordt bediend met een wipstok.
De vijzel heeft een opvoerhoogte van 65 tot 120 cm en heeft een diameter van 150 cm. De hellingshoek is 30°. De vijzel wordt aangedreven door de onderbonkelaar op de koningsspil en kan met een wervel in en uit het werk worden gezet. De onderbonkelaar heeft één gang kammen.

## Overbrengingen
- De overbrengingsverhouding is 1 : 2,04.
- Het bovenwiel of aswiel heeft 45 kammen en de bovenbonkelaar heeft 21 kammen. De koningsspil draait hierdoor 2,14 keer sneller dan de bovenas. De steek, de afstand tussen de kammen, is 16 cm.
- De onderbonkelaar heeft 39 kammen en het vijzelwiel 41 kammen. De vijzel draait hierdoor 0,95 keer sneller dan de koningsspil en 2,04 keer sneller dan de bovenas. De steek is 12,5 cm.

## Fotogalerij

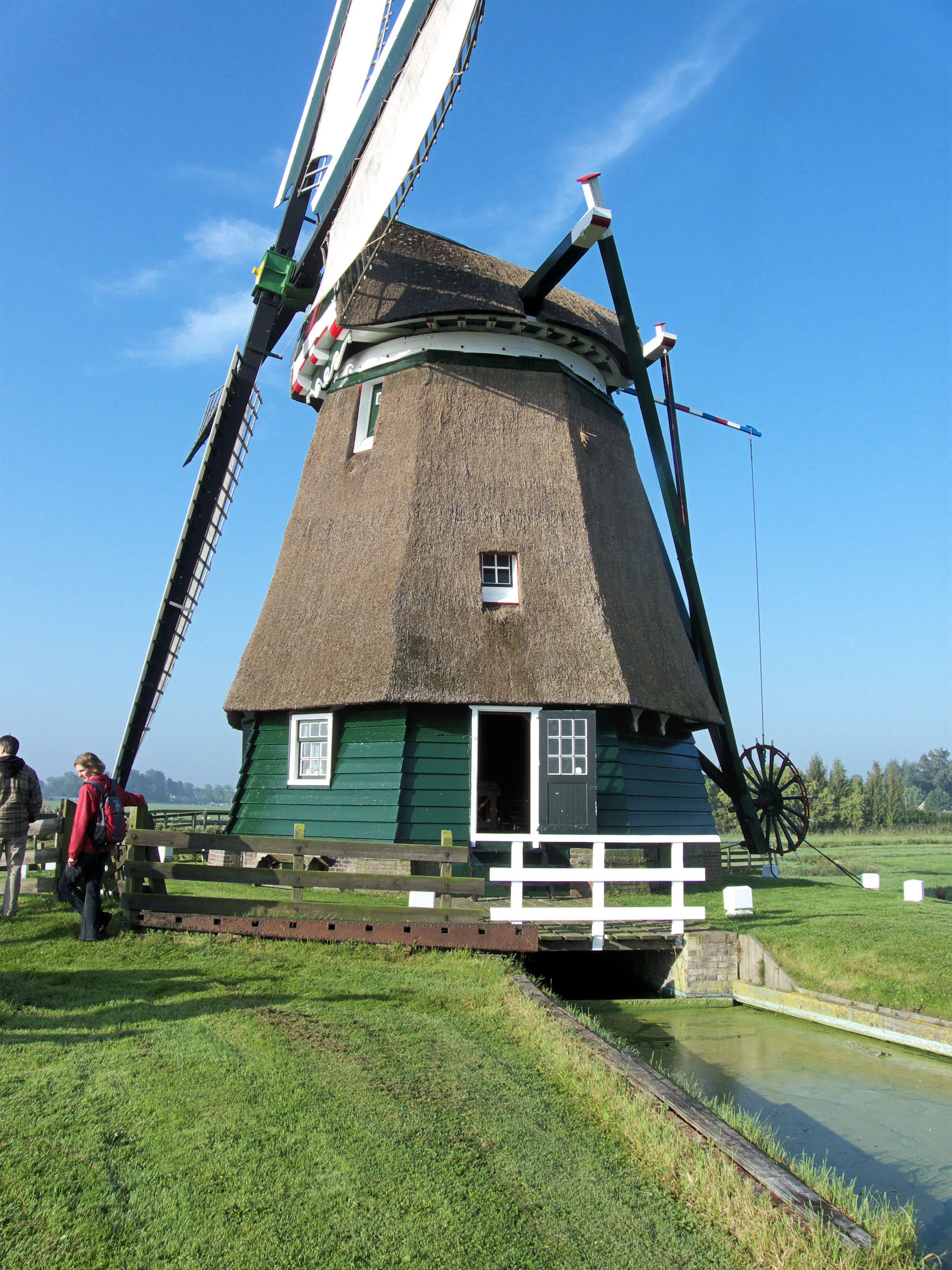
Voorwaterloop
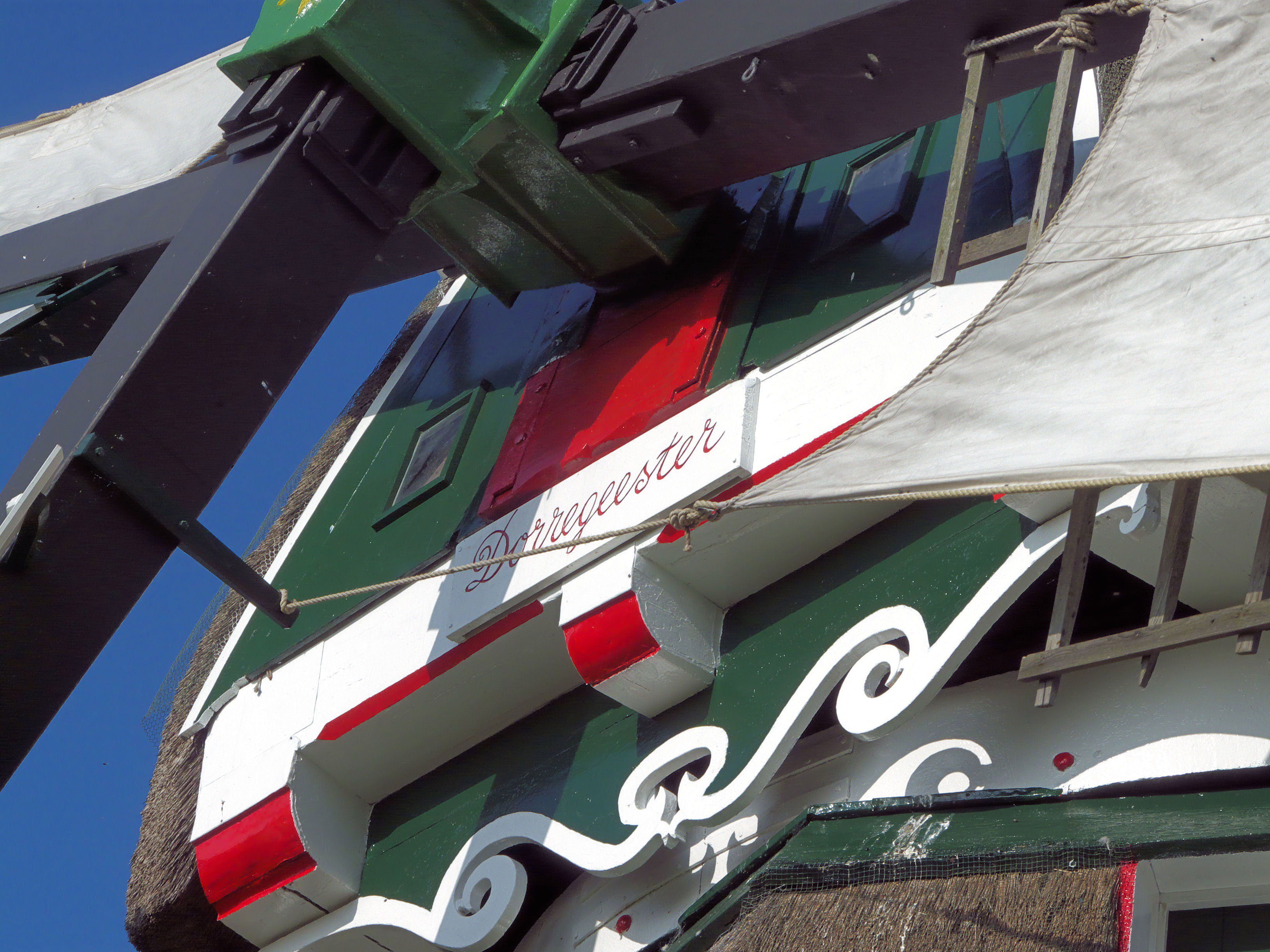
Baard
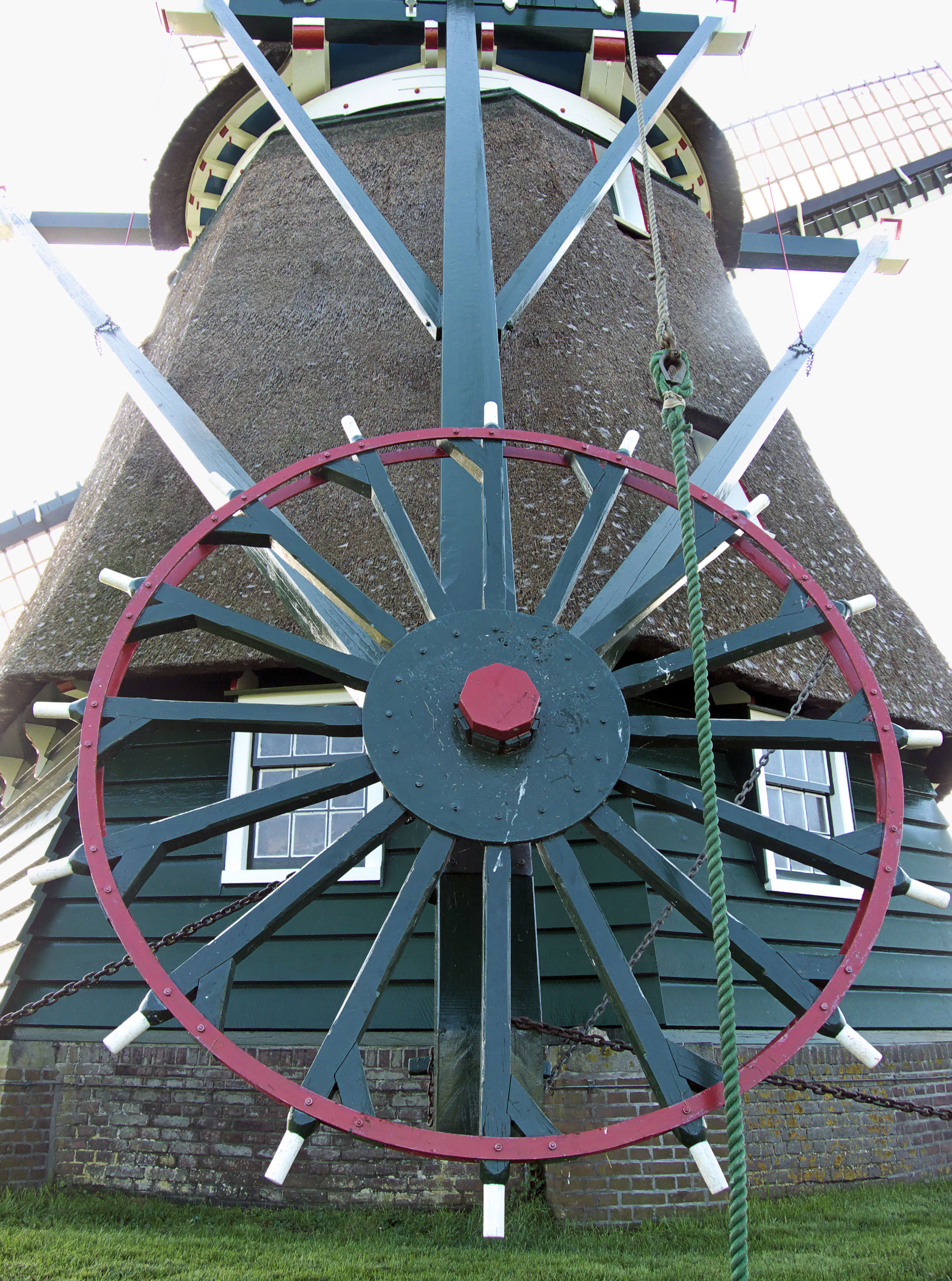
Staart met kruiwiel
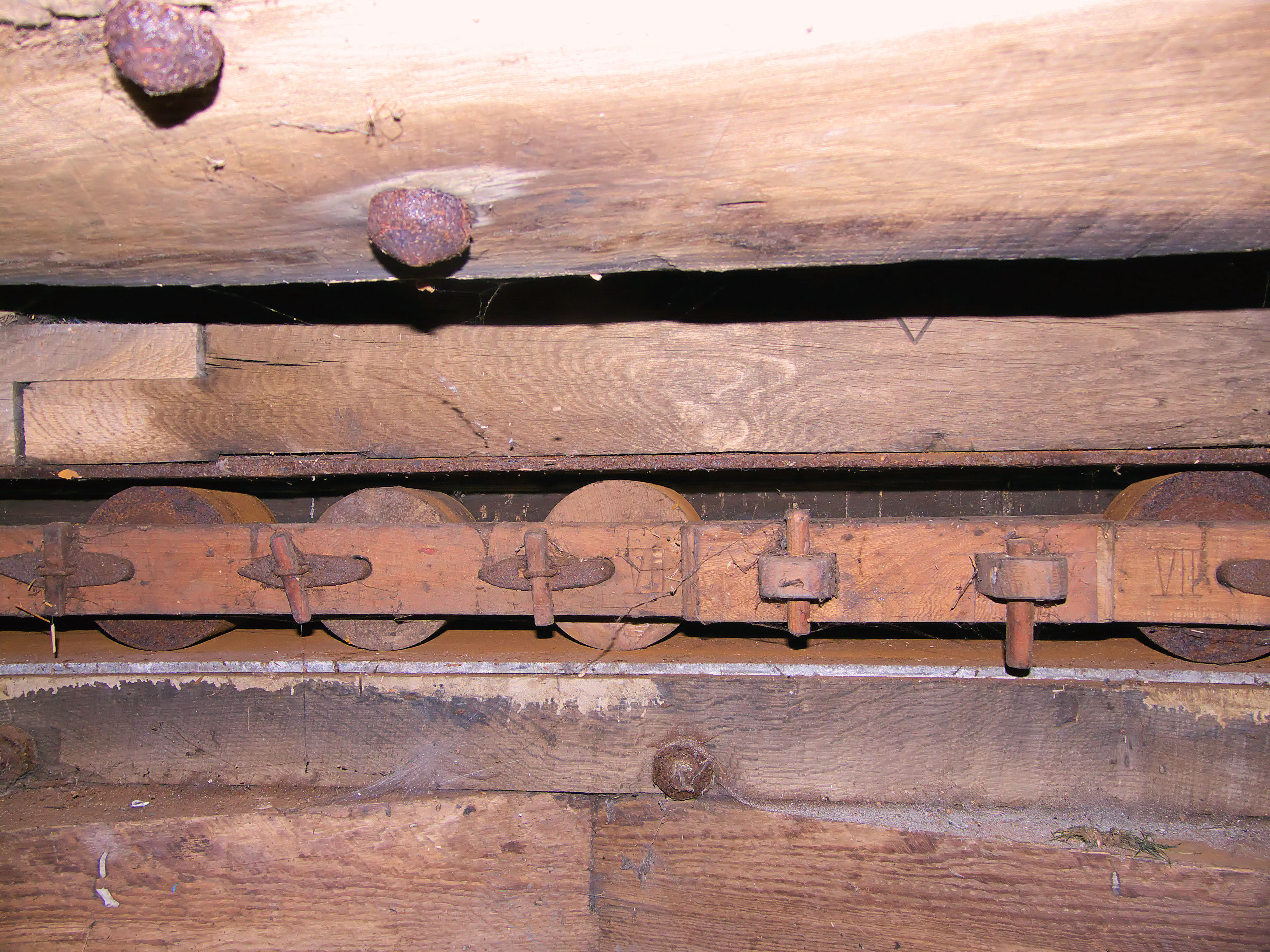
Kruiwerk
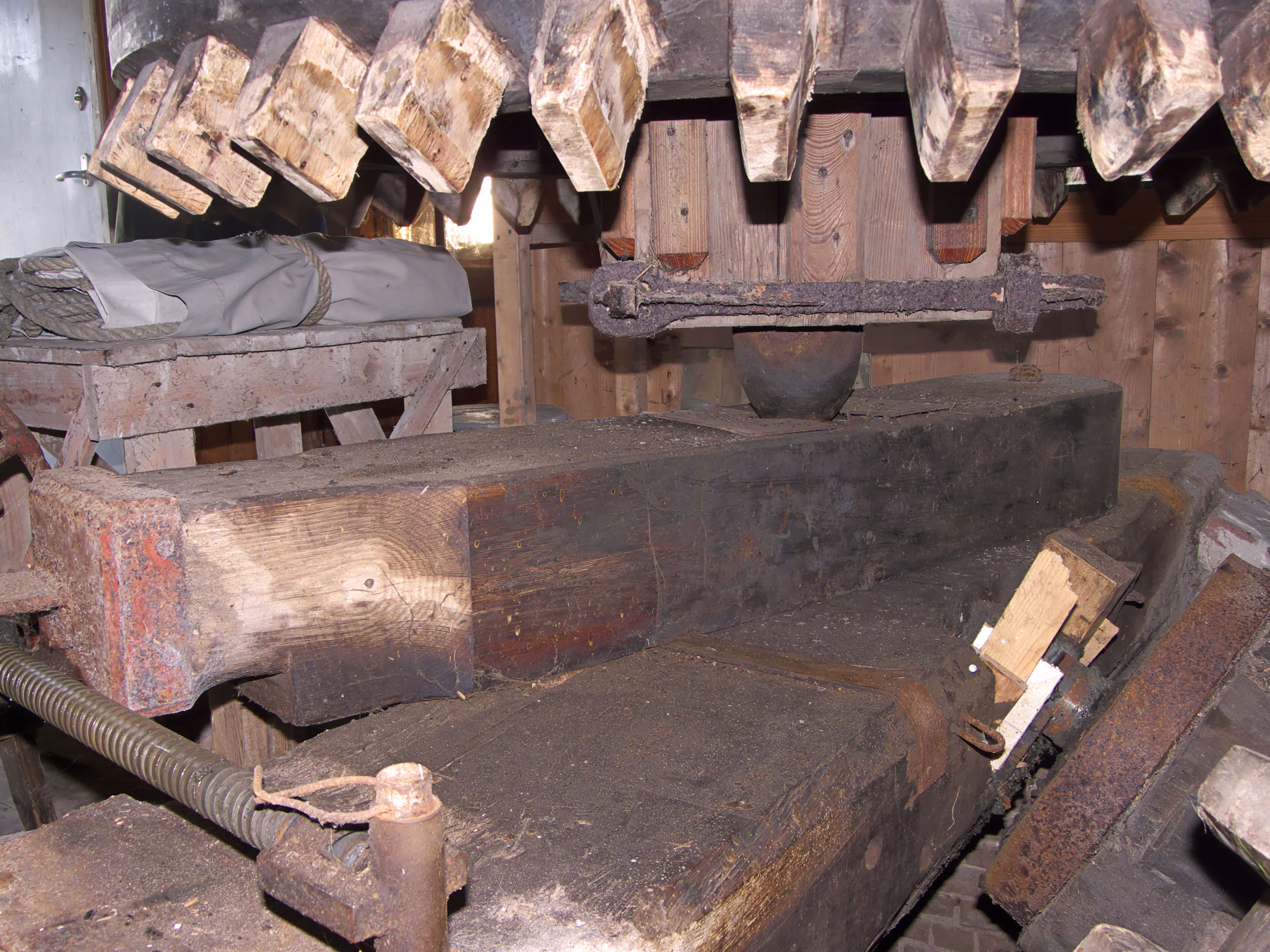
Wervel koningsspil en vijzellager
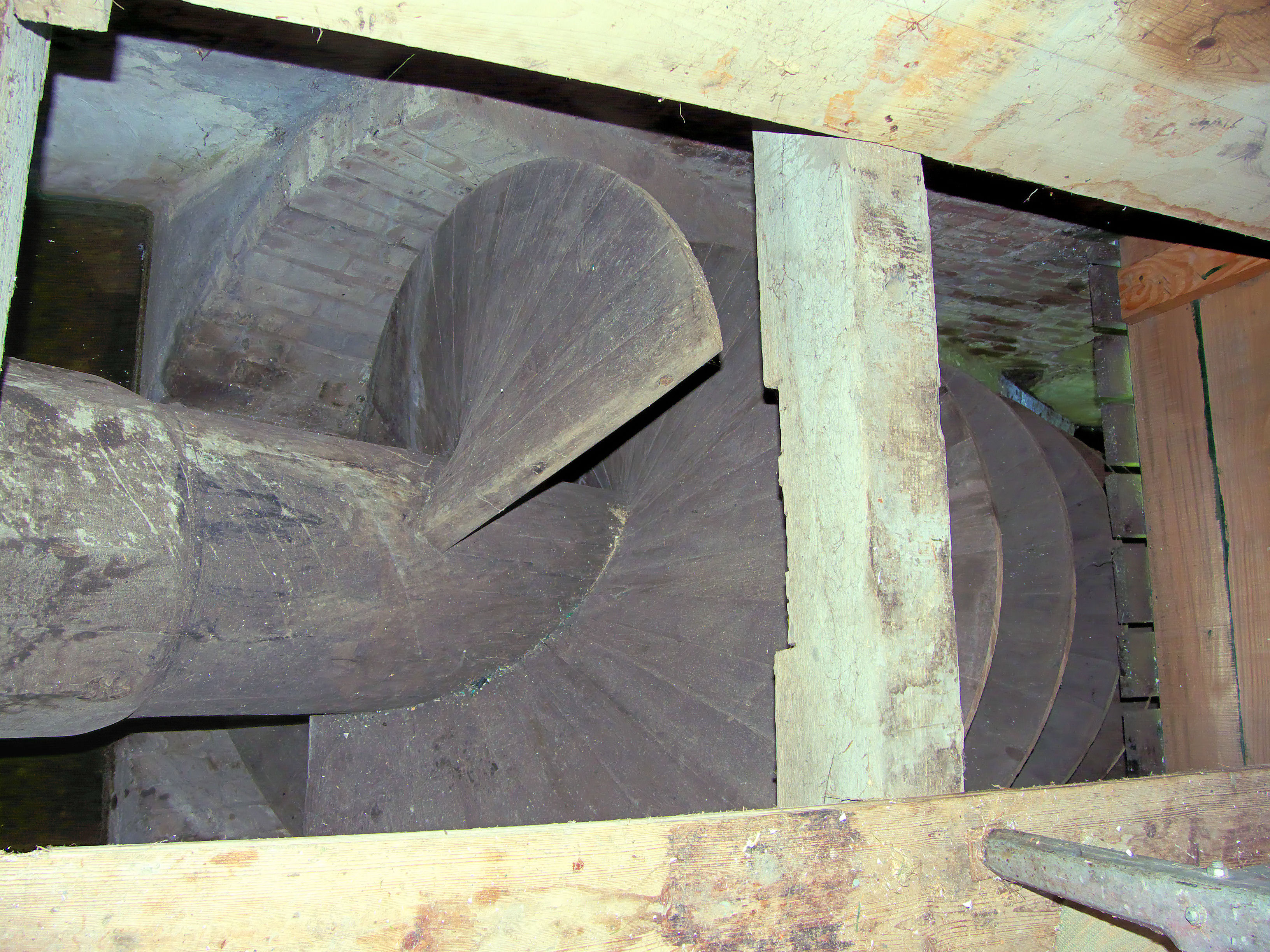
Houten vijzel